# Президентство Виктора Ющенко
Президентство Виктора Ющенко — правление третьего президента Украины Виктора Ющенко, который победил на выборах президента Украины в 2004 году действующего на то время премьер-министра Виктора Януковича. Его предшественник — Леонид Кучма, а преемник — Виктор Янукович.
Президентство Виктора Ющенко знаменито оранжевой революцией, политическими кризисами на Украине 2006, 2007 и 2008 годов и конфликтом с Юлией Тимошенко.

## Выборы президента Украины в 2004 году

### Предвыборная гонка
В 2004 году Ющенко участвовал в президентских выборах и шёл на них самовыдвиженцем. Команда избирательного штаба Виктора Ющенко во главе с Анатолием Гриценко за 2 дня разработала предвыборную программу будущего президента.
В разгар предвыборной кампании Виктора Ющенко отравили химическими веществами, которые обычно не входят в продукты питания. Результаты анализа крови свидетельствуют о том, что Виктор Ющенко был отравлен диоксинами (тетрахлордибензапародиоксином). Содержание диоксинов в крови Виктора Ющенко превышало допустимую концентрацию в тысячи раз. Некоторые токсикологи называют такие изменения типичными для отравления диоксинами, в частности кожные аномалии на лице Ющенко похожи на хлоракне, которое возникает именно при отравлении этими токсинами. Некоторые политические эксперты, в свою очередь, считают, что именно обезображивание лица Виктора Ющенко, а не его смерть, было целью преступников.

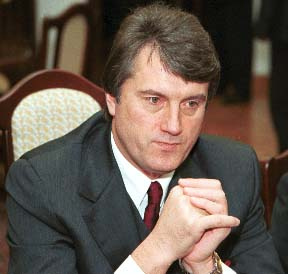
Фотография Ющенко, сделанная до отравления.
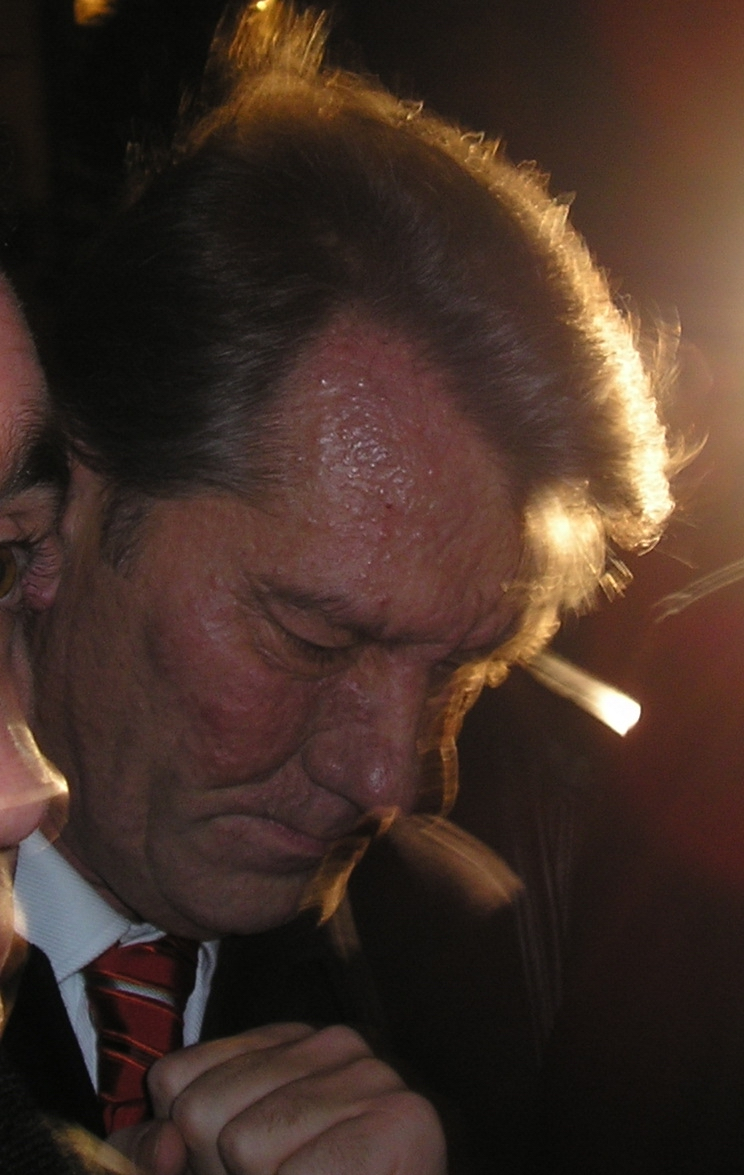
Виктор Ющенко через 1,5 месяца после отравления.

### Первый тур
По результатам первого тура голосования Ющенко набрал 39,90% против 39,26% у своего главного оппонента, кандидата от провластных сил Виктора Януковича. Этот тур голосования, по утверждениям ряда отечественных и международных организаций, в частности Комитета избирателей Украины и ОБСЕ, происходил со значительными нарушениями избирательных прав граждан.

### Второй тур и Оранжевая революция

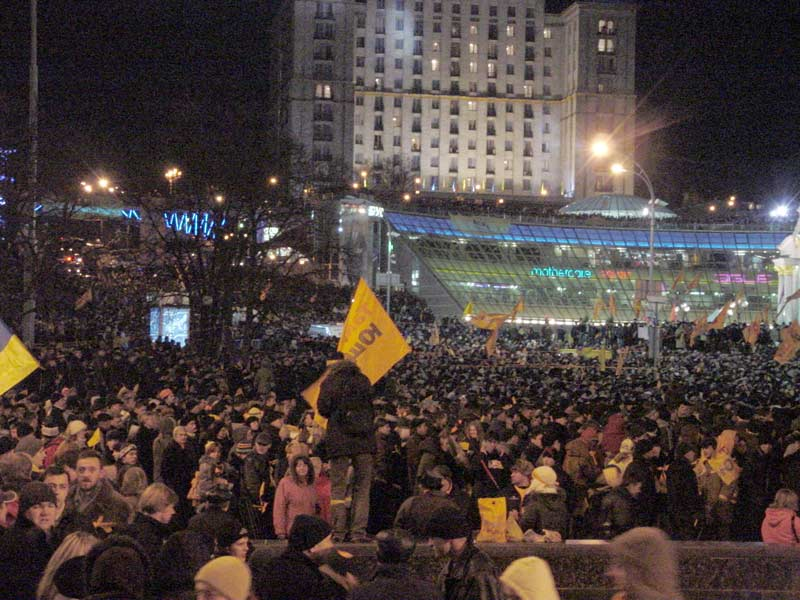
Акция неповиновения против фальсификации выборов Президента Украины, 22 ноября 2004 года, Площадь Независимости, Киев

Второй тур голосования прошёл 21 ноября 2004 года, и, по утверждению подавляющего большинства международных организаций, содержал грубые нарушения избирательного законодательства и прав человека, с применением технологий общегосударственной фальсификации результатов голосования, в том числе и с вмешательством в электронную систему подсчёта голосов в Центризбиркоме. Эти предположения были доказаны в Верховном Суде Украины в судебном процессе «Виктор Ющенко против Центральной избирательной комиссии», в результате которого было назначено повторное голосование 26 декабря 2004 года.
После объявления Центральной избирательной комиссией предварительных результатов, согласно которым победил соперник Ющенко Виктор Янукович, начались протесты, митинги, пикеты, забастовки и другие акты гражданского сопротивления в Украине, организованные и проведённые сторонниками Виктора Ющенко, основного кандидата от оппозиции на президентских выборах. Они продолжались на протяжении ноября — декабря 2004 года и закончились назначением Верховным судом повторного второго тура президентских выборов, что нарушало законодательство Украины т.к. не было им предусмотрено. В результате компромисса, достигнутого фракциями Верховной Рады, после назначения повторного второго тура выборов были приняты изменения в Конституцию, которые получили название Конституционная реформа 2004 года. Конституционная реформа уменьшила полномочия президента, и, таким образом, снизила уровень значимости спорных президентских выборов.

### Повторный второй тур

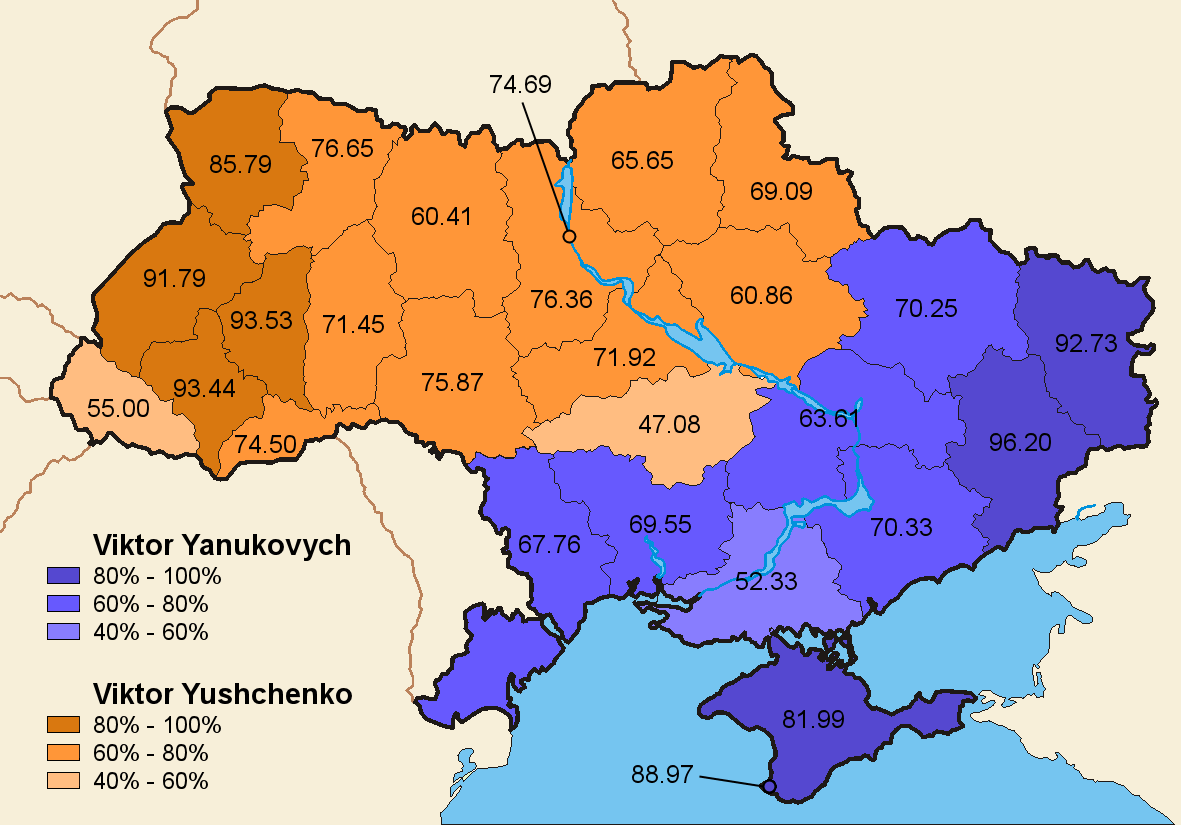
Результаты второго тура по регионам Украины (2004)

В результате повторного второго тура голосования, признанного экспертами гораздо более демократичным, чем два предыдущих, Виктор Ющенко получил 51,99% голосов, в то время как Виктор Янукович 44,20%. Предвыборный штаб Виктора Януковича, позаимствовав тактику команды Ющенко со второго тура, начал юридическую войну, направленную на затягивание процедуры вступления в должность нового Президента Украины. 20 января 2005 года, Верховный Суд Украины отклонил жалобу Виктора Януковича из-за отсутствия доказательств, и разблокировал процесс официального вступления Виктора Ющенко на должность президента.

### Инаугурация
В воскресенье, 23 января 2005 года в 12:00 началось торжественное заседание Верховной Рады, на котором принёс присягу новоизбранный Президент Украины Виктор Ющенко. После этого состоялась военная церемония в Мариинском дворце. В 13:30 Виктор Ющенко выступил с торжественной речью на Площади Независимости в Киеве, где присутствовали не менее полумиллиона украинцев. После выступления на Площади Независимости состоялся официальный приём Президента Украины Виктора Ющенко в Мариинском дворце.

## События

### Первые 100 дней

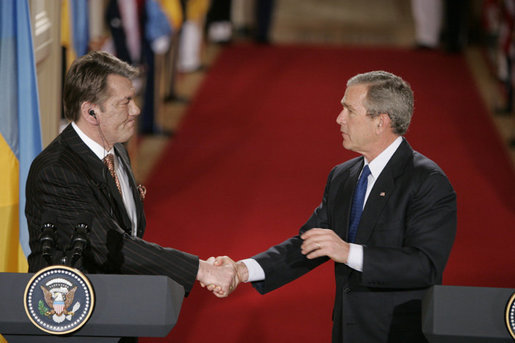
Ющенко встречает тогдашнего президента Соединенных Штатов Джорджа Буша. Апрель 2005 г., пресс-конференция.

Первые 100 дней президентского срока Ющенко, с 23 января по 1 мая 2005 г., были отмечены многочисленными увольнениями и назначениями на всех уровнях исполнительной власти. В частности, он назначил Юлию Тимошенко премьер-министром, назначение было ратифицировано парламентом. Александр Зинченко был назначен главой Секретариата президента Государственным секретарём (номинальное название). Пётр Порошенко, конкурент Тимошенко на пост премьер-министра, — секретарем Совета национальной безопасности и обороны Украины.
В августе 2005 года Ющенко вместе с грузинским президентом Михаилом Саакашвили подписали декларацию в Боржоми и призвали к созданию института международного сотрудничества, Содружества демократического выбора (СДВ), чтобы объединить демократические и зарождающиеся демократические режимы в регионах Балтийского, Чёрного и Каспийского морей. Первая встреча президентов и лидеров, чтобы обсудить СДВ, состоялась 1-2 декабря 2005 г. в Киеве.
Виктор Ющенко первым из президентов Украины пошёл на общение с журналистами. При Ющенко из Ирака были выведены украинские военные, продолжительность службы в армии была сокращена до одного года вместо двух, Украина была внесена в список стран со статусом «свободная страна».

### Разрушение «оранжевой команды»
8 сентября 2005 г. Ющенко уволил своё правительство во главе с Юлией Тимошенко после отставки и обвинений в коррупции последней.
9 сентября, исполняющий обязанности премьер-министра Украины, Юрий Ехануров, попытался сформировать новое правительство. Его первая попытка, 20 сентября, не оправдала надежд (не хватило 3 голосов от необходимых 226), но 22 сентября парламент ратифицировал её с 289 голосами.
В сентябре 2005 г. бывший президент Украины Леонид Кравчук обвинил российского олигарха Бориса Березовского в финансировании президентской кампании Виктора Ющенко. Березовский подтвердил, что он встречался с представителями Ющенко в Лондоне перед выборами, и что деньги были переданы от его компании, но отказался подтвердить или опровергнуть, что деньги были использованы в кампании Ющенко. Финансирование избирательных кампаний со стороны иностранных граждан является незаконным на Украине.
На выборах в Верховную Раду 26 марта 2006 года наибольшее количество голосов получила Партия Регионов. После 4-месячных переговоров Ющенко подписал 4 августа 2006 года представление в Верховную Раду на назначение Януковича премьер-министром.

### Первый роспуск парламента
2 апреля 2007 года президент Украины Виктор Ющенко подписал указ о досрочном прекращении полномочий Верховной Рады Украины 5-го созыва. Основанием для этого Виктор Ющенко назвал неконституционный способ формирования конституционного большинства в Верховной Раде, а именно вхождение в коалицию отдельных депутатов, а не целых фракций.
Я принял это решение в соответствии с положениями Конституции, обязанностей президента Украины, и с соблюдением необходимой конституционной процедуры. Моё действие продиктовано острой необходимостью сохранить государство, его территориальную целостность и суверенитет, обеспечение соблюдения прав и свобод человека и гражданина

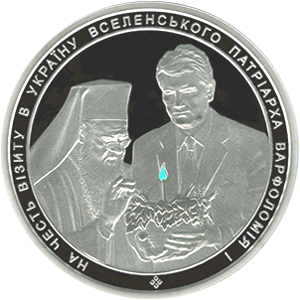
На реверсе памятной монеты «В честь визита в Украину Вселенского Патриарха Варфоломея I» в круге изображен Президент Украины Виктор Ющенко, который держит венок с зажжённой свечой, пламя которой имитирует голограмма, и Вселенский Патриарх Варфоломей I

Депутаты коалиции заявили, что не будут исполнять указ, и собрали внеочередное заседание Рады. Коалиции удалось заблокировать внедрение этого решения с помощью иска в Конституционный суд. В результате 26 апреля 2007 года Виктор Ющенко издает второй указ о досрочном прекращении полномочий Верховной Рады Украины 5-го созыва. Основанием стало формальное отсутствие коалиции (как незаконно созданной) в Верховной Раде в течение одного месяца. Ряд причин, а именно:
- назначение президентом на должность Генерального прокурора Святослава Пискуна,
- заявления СБУ о фактах взяточничества некоторых судей Конституционного суда,
- возбуждение Генеральной прокуратурой уголовных дел против нескольких судей Конституционного суда за нарушение присяги,
- усиление позиций президента в СНБО

заставили партии коалиции прибегнуть к переговорам с президентом.
Результатом переговоров стало признание коалицией роспуска Верховной Рады и согласие на перевыборы. 5 июня 2007 года был подписан Третий указ о досрочном прекращении полномочий Верховной Рады Украины 5-го созыва. Основанием для указа по взаимному согласию всех сторон стало добровольное сложение полномочий депутатами оппозиционных фракций. Повторные выборы были назначены на 30 сентября 2007 года. Жёстко против перевыборов выступали потенциальные аутсайдеры гонки — Компартия Украины и Соцпартия Украины.

### Политический кризис на Украине (2008)
Парламентский блок Наша Украина — Народная самооборона заявил 4 сентября 2008 г. про выход из коалиции с Блоком Юлии Тимошенко, поставив таким образом под угрозу существование правительства Юлии Тимошенко. Официальной причиной выхода НУ-НС из коалиции стало голосование в Верховной Раде депутатов от БЮТ в блоке с Партией Регионов за ряд законопроектов, которые имели целью ограничить власть Президента Украины и внести другие изменения в законодательство Украины. Длительные переговоры между политическими силами на дали результатов и была предпринята попытка распустить Верховную Раду 6-го созыва, однако с избранием спикером Владимира Литвина была восстановлена демократическая коалиция в парламенте и политический кризис завершился. Политический кризис на Украине был следствием длительной внутренней борьбы и недоразумений между основными силами представленными в парламенте страны, в частности между представителями БЮТ и НУ-НС.

### Конфликт с Юлией Тимошенко

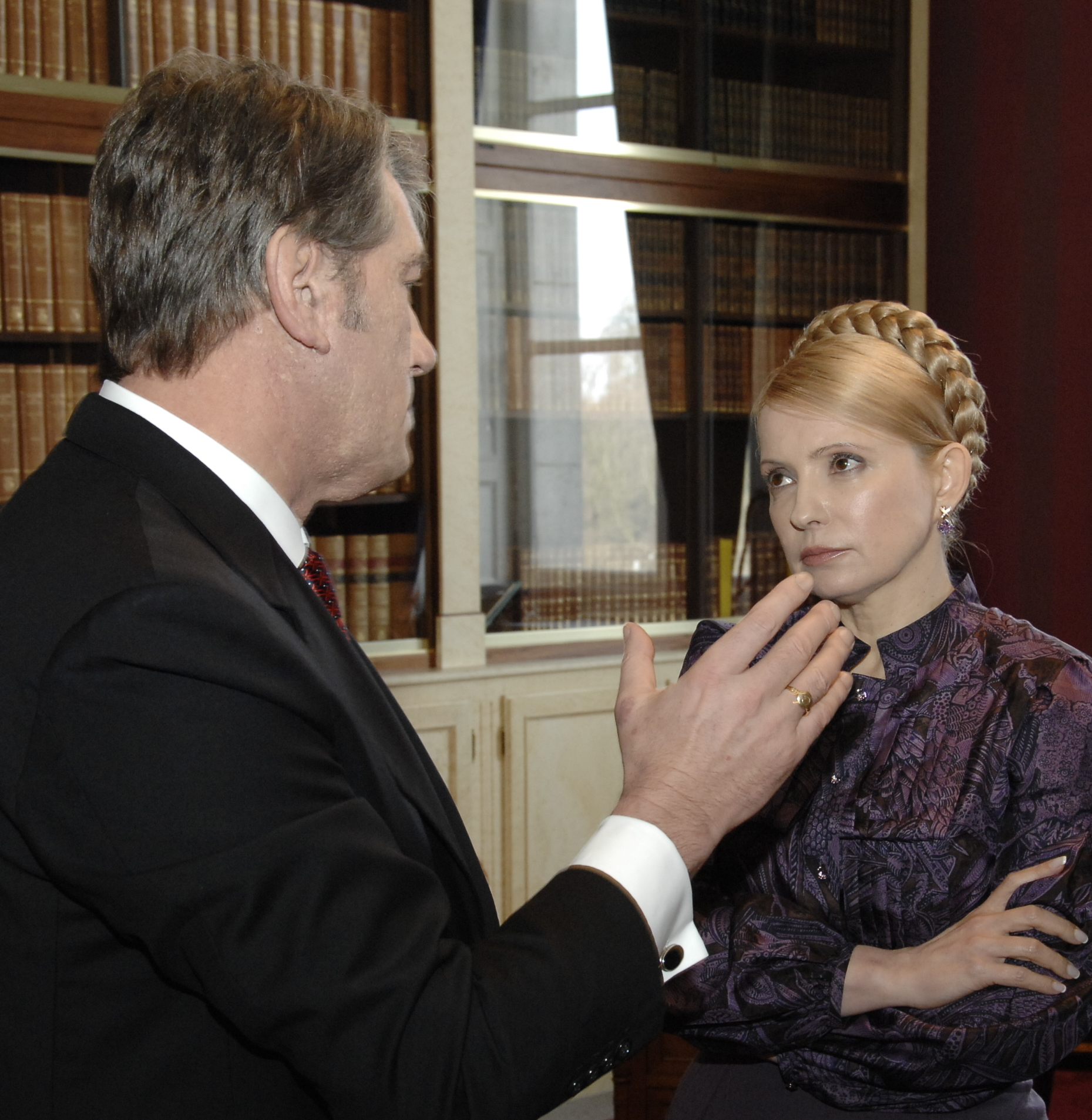
Президент Виктор Ющенко и премьер-министр Юлия Тимошенко на саммите ЕНП, Брюссель, 2009

Конфликт между Ющенко и Тимошенко — межличностный конфликт, который в течение 2005—2010 годов приобрёл гипертрофированное состояние и перерос в институциональный конфликт между президентом и премьером.
Конфликт начался сразу в первые месяцы назначения Тимошенко на должность премьер-министра:
- Первой причиной были полномочия СНБО. В марте 2005 года секретарь СНБО Пётр Порошенко заявил, что «в сферу полномочий СНБО входят все вопросы Кабмина». Ющенко заявил, что «Совет национальной безопасности и обороны Украины» должен стать «единственным местом, где будут приниматься все стратегические решения». Фактически Ющенко и Порошенко начали создавать из СНБО систему дублирования Кабинета Министров. Это стало главной составляющей конфликта во властной команде, который привёл к отставке правительства Тимошенко и отставке Порошенко с должности секретаря СНБО.
- Первый публичный скандал между Ющенко и Тимошенко возник 19 мая 2005 года, когда на заседании СНБО Ющенко резко раскритиковал премьер-министра Тимошенко за давление на оптовых торговцев бензином: «Ющенко сказал ей, что в таком случае она может написать заявление об отставке и идти вместе с СДПУ(о) и „Регионами“ (политическая сила Януковича) дудеть в дудки и стучать в барабаны»[13].
- Апогеем конфликта между Ющенко и Тимошенко можно считать политический кризис 2008 года.
- Подобные конфликты продолжались весь период 2005—2010 гг. На президентских выборах 2010 года Президент Ющенко неоднократно повторял, что «Тимошенко и Янукович — одинаковое зло для Украины», а 16 февраля 2010 года (на прощальной пресс-конференции в качестве президента) Ющенко заявил, что «его самой большой политической ошибкой» было «сотрудничество с Тимошенко»[14].

## Культурологическая деятельность
Много внимания во время своего президентства Виктор Ющенко уделял восстановлению исторической памяти украинцев и возрождению памятников, связанных с историей казачества. 
23 января 2009 года к Дню Соборности Украины Ющенко открыл Национальный историко-культурный заповедник «Гетманская столица». По инициативе Президента Ющенко состоялась реставрация дворца Кирилла Разумовского. Летом 2006 года Ющенко открыл монумент «Памяти Героев Крут». 
14 апреля 2008 года Ющенко принял участие в торжествах по случаю открытия Музея Героев Крут в Черниговской области. Проект мемориально-музейного комплекса был разработан по инициативе Президента Ющенко и при поддержке Нашей Украины.
Во время президентства Ющенко Голодомор 1932—1933 годов был признан геноцидом украинского народа.
17 октября 2009 года Президент Ющенко в Чигирине открыл отстроенную резиденцию Богдана Хмельницкого. В тот же день, во время торжеств, посвященных 360-летию создания Украинского казацкого государства Ющенко заявил:
«Мне приятно, что нация наконец-то узнала об истинной цели освободительной войны Богдана Хмельницкого, про победу Выговского под Конотопом, про гетмана Ивана Мазепу, о Филиппе Орлике, об Украинской и Западно-Украинской народных республиках, про государство гетмана Скоропадского, про Голодомор, про сталинские репрессии, про подвиги Украинской повстанческой армии.»
10 января 2010 года Президент Ющенко присвоил проводнику ОУН Степану Бандере звание Героя Украины (в январе 2011 года Виктор Янукович, будучи президентом Украины, лишил Бандеру звания Героя Украины).